# 히라사와정
히라사와정(平沢町)은 아키타현 유리군에 설치되었던 촌이다.